# Euploea irma
Euploea irma är en fjärilsart som beskrevs av Hans Fruhstorfer 1903. Euploea irma ingår i släktet Euploea och familjen praktfjärilar. Inga underarter finns listade i Catalogue of Life.